# Animal – Das Tier im Manne
Animal – Das Tier im Manne (The Animal) ist eine US-amerikanische Filmkomödie von Luke Greenfield aus dem Jahr 2001.

## Handlung
Marvin Mange ist ziviler Angestellter der örtlichen Polizei, wo er für die Asservatenkammer zuständig ist. Oft träumt er von der Karriere eines Polizisten, ist bislang aber immer am Fitnesstest gescheitert. Nach einem Autounfall wird er von einem Wissenschaftler gerettet, der eigentlich mit Tieren arbeitet. Um Marvins Leben zu retten, implantiert er ihm Tierorgane. Marvin, der davon nichts mitbekommen hat, legt nun immer öfter das Verhalten eines Tieres an den Tag. Mit seinen neuen körperlichen Fähigkeiten schafft Marvin jetzt auch den Fitnesstest und wird ein richtiger Polizist. Er erlangt sogar eine gewisse Anerkennung, als er dank seines Geruchssinnes einen Drogenschmuggler entlarven kann. Auch privat läuft es für ihn immer besser, er verliebt sich in die attraktive Tierschützerin Rianna. Doch bald gibt es Probleme für Marvin, als Kühe gerissen werden und er sich an den vermeintlichen Traum der letzten Nacht erinnern kann, in dem genau das passiert ist. Leider hat es einen Zeugen seiner nächtlicher Aktion gegeben, der Marvin gesehen und ihn bei seinem Chef angeschwärzt hat. Marvin wird suspendiert und sieht sich bald einer Meute von Nachbarn gegenüber, die ihn, aufgestachelt durch seinen Ex-Partner Sisk, lynchen will.

## Hintergrund
Der Film wurde in Los Angeles, in Agoura Hills und in Sonoma gedreht. Seine Produktionskosten betrugen ungefähr 47 Millionen US-Dollar; er spielte in den Kinos der USA etwa 57,74 Millionen US-Dollar ein.

## Rezeption
Das Lexikon des internationalen Films schrieb, der „Klamauk-Komödie über die animalischen Triebe des Mannes“ sei „jede Subtilität fremd“. Rob Schneider scheue „vor keiner Zote zurück“.
Peter Travers schrieb in der Zeitschrift Rolling Stone vom 7. Juni 2001, der Film sei zwar witzig, aber nur fünf Minuten lang.

## Auszeichnungen
Der Film wurde 2002 in vier Kategorien für den Taurus Award nominiert.